# Maria Thynne
Maria, Lady Thynne nacida Maria Tuchet apodada "Mall" (1578 - 1611) fue una dama inglesa que se casó en contra de los deseos de su familia y de la de su marido, lo que dio lugar a una larga disputa legal. Se cree que su historia pudo llegar a influir en Shakespeare a la hora de reescribir la historia italiana de Romeo y Julieta. Se conserva la correspondencia entre Maria y su suegra, que permite comprender sus desavenencias.

## Biografía
Thynne nació en 1578, era la segunda hija de Lucy y Lord Audley. Su abuelo fue Sir James Marvin o Mervyn.
En mayo de 1594, a los dieciséis años, sirvió en la corte de la reina Isabel I de Inglaterra. Allí conoció y se casó con Thomas Thynne en una posada de Beaconsfield. En el siglo XVI era posible que una pareja se casara con sólo decir "Yo (nombre) te tomo a ti (nombre) como mi legítima esposa/esposo y allí juro mi fidelidad", y con testigos era legalmente vinculante. Thynne era el hijo y heredero de Sir John Thynne de Longleat, caballero del condado. Se casaron el mismo día que se conocieron y durante un tiempo mantuvieron su matrimonio en secreto ante el enfrentamiento de sus padres, continuando una disputa que había comenzado en la generación anterior. Cuando se conoció su historia, los padres de Thynne, sobre todo Joan Thynne, intentaron sin éxito que se anulara el matrimonio. La disputa sobre el matrimonio fue resuelta en 1601 por Daniel Donne, deán de Arcoss, quien falló en contra del reclamo de Joan Thynne. Cuando John, el marido de Joan, murió en 1604, Longleat pasó a manos de Maria (su enemiga). Joan no se dejó vencer y en 1605, en nombre de sus hijas, llevó a su hijo ante el tribunal de cancillería.

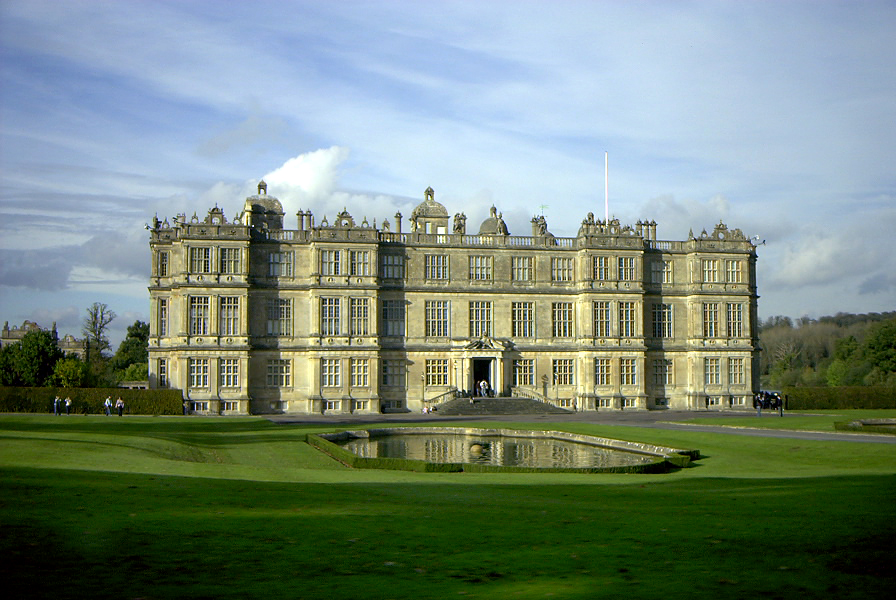
Longleat House en 2005

Algunas teorías afirman que estos eventos podrían haber sido el pretexto para que, al año siguiente, Shakespeare produjera la obra Romeo y Julieta, basada en una historia italiana anterior que comienza con un matrimonio clandestino similar entre familias enfrentadas. Thamas y Maria Thynne tuvieron tres hijos antes de que ella muriera al dar a luz. Dos de ellos sobrevivieron a la infancia, James Thynne (fallecido en 1670) y Sir Thomas Thynne. La madre de Thomas no lo perdonó por su matrimonio y entabló un proceso judicial en nombre de su hija contra Thomas. 
Finalmente, su esposo, que desde entonces había sido nombrado caballero, heredó las propiedades de su padre, incluida Longleat House. Durante sus frecuentes ausencias, María se encargó de la gestión de la finca, explotación forestal y ganadera. Contrataba empleados y negociaba con arrendatarios y criados. Aceptaba los arrendamientos e informaba a su marido de los morosos. En 1609 y 1610 se hizo cargo de la gestión financiera de la compra de la mansión de Warminster a su hermano Mervyn Tuchet.
La correspondencia conservada de Thynne entre 1595 y 1611 fue publicada por la Wiltshire Record Society en 1983 como parte del título Two Elizabethan Women: correspondence of Joan and Maria Thynne (Dos mujeres isabelinas: correspondencia de Joan y Maria Thynne). Tras la muerte de María en 1611, su marido se casó en segundas nupcias con Catherine Howard, hija del honorable  Charles Howard, hijo del primer vizconde Howard y sobrina de Lord Howard de Bindon. Con ella tuvo más hijos, incluido Sir Henry Frederick Thynne, primer baronet (1615-1680), antepasado de los marqueses de Bath.